# Johan Brunström
Johan Brunström (n. 3 de abril de 1980 en Fiskebackskil) es un jugador de tenis sueco que se destaca en la modalidad de dobles. Alcanzó el puesto Nº31 del ranking mundial de dobles y hace pareja frecuentemente con el antillano neerlandés Jean-Julien Rojer.

## Títulos (3; 0+3)

### Dobles (3)
| Leyenda                         |
| Grand Slam (0)                  |
| ATP Wourld Tour Finals (0)      |
| ATP Masters 1000 World Tour (0) |
| ATP World Tour 500 series (0)   |
| ATP World Tour 250 series (3)   |

| N.º | Fecha               | Torneo              | Superficie    | Pareja           | Oponentes en la final             | Resultado        |
| --- | ------------------- | ------------------- | ------------- | ---------------- | --------------------------------- | ---------------- |
| 1.  | 26 de julio de 2010 | Gstaad              | Tierra batida | Jarkko Nieminen  | Marcelo Melo Bruno Soares         | 6-3 6-7(4) 11-9  |
| 2.  | 25 de mayo de 2013  | Niza                | Tierra batida | Raven Klaasen    | Juan Sebastián Cabal Robert Farah | 6-3, 6-2         |
| 3.  | 5 de enero de 2014  | Aircel Chennai Open | Dura          | Frederik Nielsen | Marin Draganja Mate Pavić         | 6-2, 4-6, [10-7] |

### Finalista en dobles (13)
- 2008: Bastad (junto a Jean-Julien Rojer pierden ante Jonas Bjorkman / Robin Soderling)
- 2008: Estocolmo (junto a Michael Ryderstedt pierden ante Jonas Bjorkman / Kevin Ullyett)
- 2009: Belgrado (junto a Jean-Julien Rojer pierden ante Lukasz Kubot / Oliver Marach)
- 2009: 's-Hertogenbosch (junto a Jean-Julien Rojer pierden ante Wesley Moodie / Dick Norman)
- 2009: Umag (junto a Jean-Julien Rojer pierden ante Frantisek Cermak / Michal Mertinak)
- 2009: Bucarest (junto a Jean-Julien Rojer pierden ante Frantisek Cermak / Michal Mertinak)
- 2010: Estocolmo (junto a Jarkko Nieminen pierden ante Eric Butorac / Jean-Julien Rojer)
- 2011: Auckland (junto a Stephen Huss pierden ante Marcel Granollers / Tommy Robredo)
- 2011: Newport (junto a Adil Shamasdin pierden ante Matthew Ebden / Ryan Harrison)
- 2012: Metz (junto a Frederik Nielsen pierden ante Nicolas Mahut y Edouard Roger-Vasselin).
- 2013: Auckland (junto a Frederik Nielsen pierden ante Colin Fleming y Bruno Soares).
- 2013: Montpellier (junto a Raven Klaasen pierden ante Marc Gicquel y Michael Llodra).
- 2016: Atlanta (junto a Andreas Siljeström pierden ante Andrés Molteni y Horacio Zeballos).

- Datos: Q715435
- Multimedia: Johan Brunstrom / Q715435